# Mohamed Homos
Mohamed Homos (¿?, Egipto; 1 de enero de 1979) es un exfutbolista egipcio. Jugaba de mediocampista y su último equipo fue el Wadi Degla de la Primera División de Egipto.

## Selección nacional
Con la Selección de Egipto ha jugado en 15 partidos internacionales, marcando un gol en el 2009. El tanto significó la victoria frente a Italia 1-0 en la Copa FIFA Confederaciones 2009.

## Clubes
| Club       | País   | Año       |
| ---------- | ------ | --------- |
| Ismaily    | Egipto | 1997-2014 |
| Wadi Degla | Egipto | 2014-2015 |